# كيلفن غاستلوم
كيلفن غاستلوم (بالإنجليزية: Kelvin Gastelum؛ مواليد 24 أكتوبر 1991) هو مقاتل فنون قتالية مختلطة محترف أمريكي. يُنافس حاليًا في فئة الوزن المتوسط في بطولة القتال النهائي (يو إف سي). تنافس غاستلوم في يو إف سي منذ فوزه في المقاتل النهائي 17. اعتبارًا من 27 يونيو 2023، أصبح رقم 12 في تصنيفات يو إف سي للوزن المتوسط.

## النشأة
غاستلوم من أصل مكسيكي. عائلته من أوبريجون، سونورا، حيث عاش مؤقتًا خلال طفولته.

## وصلات خارجية
- كيلفن غاستلوم على موقع يو إف سي (الإنجليزية)
- كيلفن غاستلوم على موقع شيردوغ (الإنجليزية)
- كيلفن غاستلوم على موقع Tapology.com (الإنجليزية)